# Ohain (Norte)
Ohain é uma comuna francesa na região administrativa de Altos da França, no departamento do Norte. Estende-se por uma área de 11.88 km². Em 2010 a comuna tinha 1 211 habitantes (densidade: 101,9 hab./km²).